# Yutang (köping i Kina, Sichuan)
Yutang (kinesiska: 玉堂镇, 玉堂) är en köping i Kina. Den ligger i provinsen Sichuan, i den sydvästra delen av landet, omkring 56 kilometer nordväst om provinshuvudstaden Chengdu. Antalet invånare är 24 872. Befolkningen består av 12 371 kvinnor och 12 501 män. Barn under 15 år utgör 11,0 %, vuxna 15-64 år 75 %, och äldre över 65 år 12,0 %.
Genomsnittlig årsnederbörd är 1 318 millimeter. Den regnigaste månaden är juli, med i genomsnitt 377 mm nederbörd, och den torraste är december, med 11 mm nederbörd.